# Rybnyk (Stryj)
Der Rybnyk (Рибник, Рыбникъ, Rybnik) ist ein Fluss in der Ukraine im Rajon Drohobytsch in der Oblast Lwiw. Er ist ein rechter Nebenfluss des Stryj (Dnister-Becken).

## Beschreibung
Der Fluss ist 3,6 Kilometer lang (22,6 Kilometer zusammen mit dem Rybnyk Majdanskyj) und hat ein Einzugsgebiet von 159 Quadratkilometern. Der Fluss ist ein Gebirgsfluss. Das Tal ist eng und teilweise bewaldet. Die Aue ist oft nur einseitig. Das Flussbett ist leicht gewunden, mit einer felsigen Sohle und Gräben. Überschwemmungen treten typischerweise nach starken Regenfällen oder während des Tauwetters auf.

## Lage
Der Rybnyk wird durch den Zusammenfluss der Flüsse Rybnyk Majdanskyj und Rybnyk Subryzja im nördlichen Teil des Dorfes Maidan gebildet. Er fließt zwischen den Bergen der Skoler Beskiden im Norden und dem Mündungsgebiet im Nordosten. Im nordöstlichen Teil des Dorfes Rybnyk mündet er in den Stryj.